# Léa Rubio
Léa Rubio, née le 6 mai 1991 à Avignon, est une footballeuse internationale française jouant au Football Féminin Nîmes Métropole Gard au poste de milieu de terrain.

## Biographie
Elle fait ses débuts dans le football en 1998 à l'ASPTT Avignon puis elle rejoint successivement la MJC Avignon puis l'US Pontet et le FCF Monteux. Avec Monteux, elle foule à 14 ans les pelouses de Ligue 2, avant de partir en 2008 pour le Montpellier HSC. Elle rejoint le Paris Saint-Germain en 2010.
Elle s'offre sa première sélection en équipe nationale le 26 octobre 2011, lors du match France - Israël, où elle remplace Sandrine Soubeyrand a la 8e. Et seulement après 5 minutes de jeu, elle marque son premier but en équipe de France. L'équipe gagnera le match 5 à 0 grâce à un triplé de Gaëtane Thiney, un pénalty transformé par Sonia Bompastor et le but de Léa Rubio.
Elle signe en juillet 2013 à l'Olympique de Marseille et remporte pendant la saison 2013-2014 le championnat de Division d'Honneur et la Coupe de la Ligue de Méditerranée.
Au mois de septembre 2015, elle rejoint le Football Féminin Nîmes Métropole Gard

## Palmarès
Montpellier Hérault Sport Club
- Vice-championne de France en 2009
- Vainqueur du Challenge de France en 2009
- Finaliste du Challenge de France en 2010

 Paris Saint-Germain
- Vice-championne de France en 2011

 Équipe de France - 19 ans 
- Vainqueur du championnat d'Europe en 2010

 Olympique de Marseille
- Championne de Division d'Honneur Méditerranée en 2014
- Vainqueur de la Coupe de la Ligue de Méditerranée en 2014

 Équipe de France universitaire
- Vainqueur de l'Universiade d'été de 2015